# 韦尔尼斯
韦尔尼斯（法語：Vernusse，法語發音：[vɛʁnys]）是法国阿列省的一个市镇，位于该省南部偏西，属于蒙吕松区。

## 地理
韦尔尼斯（46°16'7"N, 2°58'40"E）面积19.55 平方千米，位于法国奥弗涅-罗讷-阿尔卑斯大区阿列省，该省份为法国中部省份，北起涅夫勒省、西北接谢尔省，西南至克勒兹省，南至多姆山省，东南临卢瓦尔省，东临索恩-卢瓦尔省。
与韦尔尼斯接壤的市镇（或旧市镇、城区）包括：阿列省博讷、布洛马尔、希拉莱格利斯、卢鲁德布布勒、塔尔热、拉佩鲁斯。

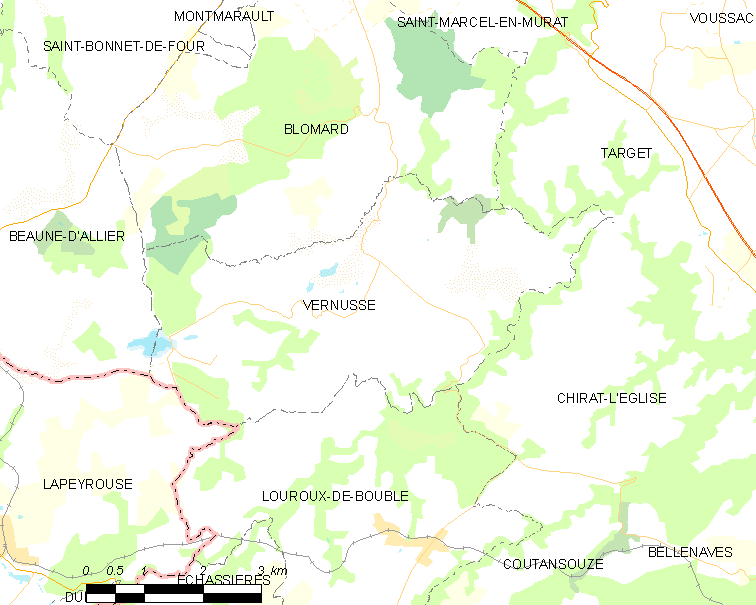
韦尔尼斯的OSM定位图

韦尔尼斯的时区为UTC+01:00、UTC+02:00（夏令时）。

## 行政
韦尔尼斯的邮政编码为03390，INSEE市镇编码为03308。

## 政治
韦尔尼斯所属的省级选区为科芒特里县。

## 人口

1962-2008年间韦尔尼斯人口变化图示

韦尔尼斯于2022年1月1日时的人口数量为150人。